# Краевский, Вильгельм
Вильгельм Краевский (пол. Wilhelm Krajewski; (9 апреля 1860, Царство Польское — 29 июня 1905, Российская империя) — польский предприниматель, инженер, промышленник, один из сооснователей стеклозаводов «Неман» и «Хрустальной фабрики Братьев Краевских» в Борисове.

## Биография
Краевский происходил из польских дворян, но имений (родовых или благоприобретённых) не имел.
Как и многие из поляков в последней трети XIX века приехал в Россию на заработки.
В 1870—80-х годах работал инженером-технологом на стеклозаводе Сергея Мальцова в Дятьково Орловской губернии, где познакомился с художником по стеклу Юлиусом Столле из Богемии. Получив достаточно производственного опыта, Краевский и Столле решили открыть собственное дело.
Арендовать производственные площади было дешевле в Западном Крае Российской империи, куда компаньоны и отправились. А именно — в посёлок Берёзовка Лидского уезда Виленской губернии, который вырос в конце XIX века вокруг местных стеклодувных мастерских (гут).

### Гута «Неман»

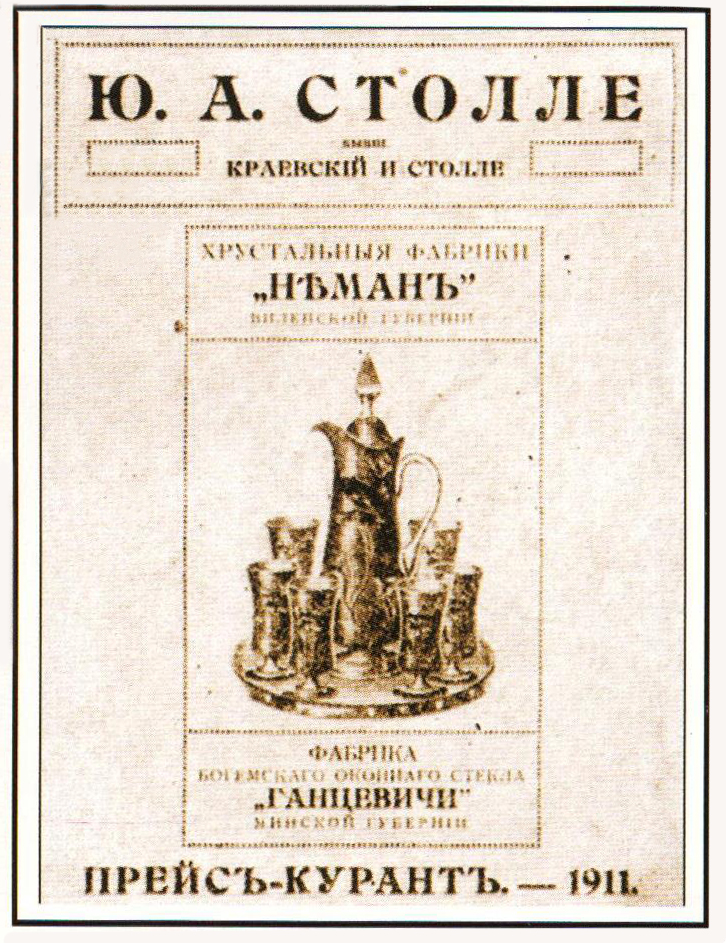
Обложка прейскуранта предприятия Краевского и Столле 1911 года, где перечислены фабрики «Неман» и богемского оконного стекла в Ганцевичах

Первоначально, в 1891 году, предприниматели взяли в аренду стекольную гуту помещика Зенона Ленского в урочище Устронь, которая занималась выпуском исключительно бутылочной продукции для пивоварен. Акционерное товарищество Краевского и Столле существовало с 1891 по 1903 годы.
Компаньоны расширили производство, установили 10-ти сильный локомобиль. Предприятие стало выпускать ламповое стекло, аптекарскую и хозяйственную посуду, внедряются новые технологии по производству хрусталя. Количество рабочих увеличилось до 148 человек. Из Царства Польского на завод пригласили квалифицированных мастеров; перестроили печи, установили ручной пресс для производства стаканов, был произведён запуск шлифовни на 12 станков и 8 шайб с ножным приводом. Численность рабочих постепенно увеличилась до 200 человек. Ввиду отказа помещика Ленского продать завод, в 1896 году, в 4-х километрах от арендуемой «Старой гуты», компаньоны построили «Новую гуту» с рекуператорной печью на 12 горшков, двумя шлифовнями, приводимыми в движение паровыми машинами мощностью 60 и 90 лошадиных сил.. Между двумя производствами в 1894 году проложили телефонную линию — первую во всем Лидском уезде.
В 1897 году Краевский и Столле основали «Фабрику богемского оконного стекла» в Ганцевичах Слуцкого уезда Минской губернии.
В 1899 Вильгельм Краевский и Юлиус Столле приобрели ещё обанкротившийся стеклозавод Андрея Квецинского, построенный в Березовке купцами Каплинским, Бронером и Трубовичем. Этот завод стал головным предприятием компании «Краевский и Столле» и назывался «Хрустальная фабрика Неман-А», по имени реки, с берегов которой брался песок для производства стекла. «Новая гута» была переименована в «Неман-Б». От аренды «Старой гуты» Зенона Ленского в урочище Устронь компаньоны отказались, и в 1902 году предприятие Ленского, не выдержав конкуренции, закрылось.
Так же, в 1899 году Вильгельм Краевский на паях с В. Панкевичем выкупил разорившуюся гуту игуменского купца Берки Кабакова в Новоборисове.
В 1905 году произошёл несчастный случай — Вильгельм Краевский утонул в реке Неман.

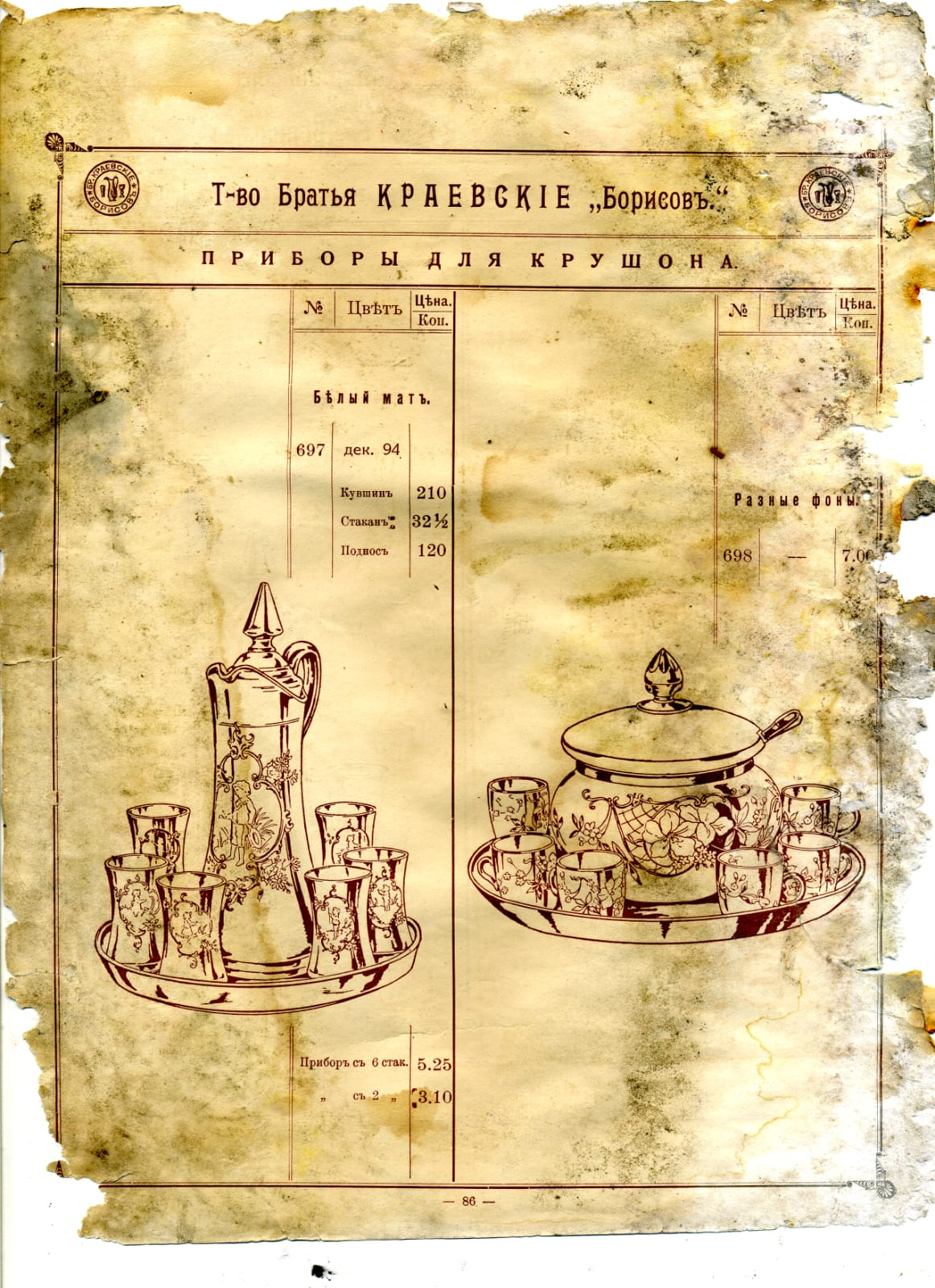
Страница из прейскуранта Товарищества Братья Краевские «Борисов» с приборами для крюшона

### Товарищество Братья Краевские «Борисов»
Некоторое время в бизнесе принимала участие вдова Вильгельма Краевского — Казимира. Но позже она уступила свою долю в «Немане» Юлиусу Столле. Вместе со своими сыновьями она стала развивать производство стекла и хрусталя на фабрике в Новоборисове, которая получила название Товарищество Братья Краевские «Борисов». Уступка доли была чистой формальностью, так как сыновья Столле Бронислав и Феликс ещё ранее были женаты на дочерях Вильгельма Краевского Янине и Станиславе.
В Борисове был выпущен заводской прейскурант, в котором часть изделий была одинаковой с неманскими. Но так же закупались новые формы и паттерны стекла в Европе и США.
Такие, например, как ваза модели «Либерти» (кисть руки Статуи Свободы с факелом), приборы для крюшона, ночные графины, стеклянные «сундучки», зооморфные сахарницы и маслёнки, чайницы, аналоги которых можно проследить именно у европейских и американских производителей прессованного стекла, таких как EAPG, Уэстморленд, Баккара, Валлеристаль и другие.

Экспозиция старинного стекла Краевских в Объединённом музее Борисова
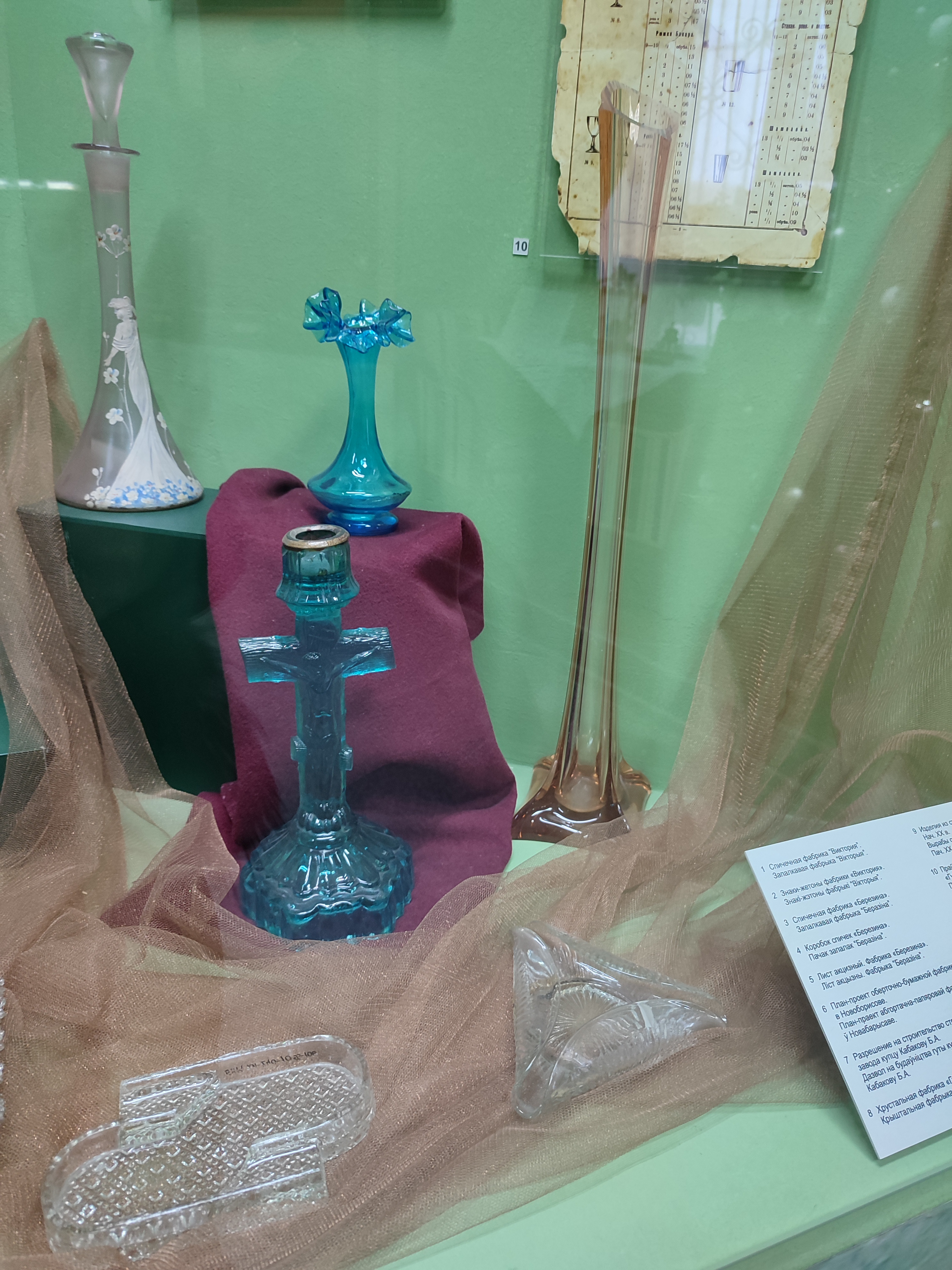
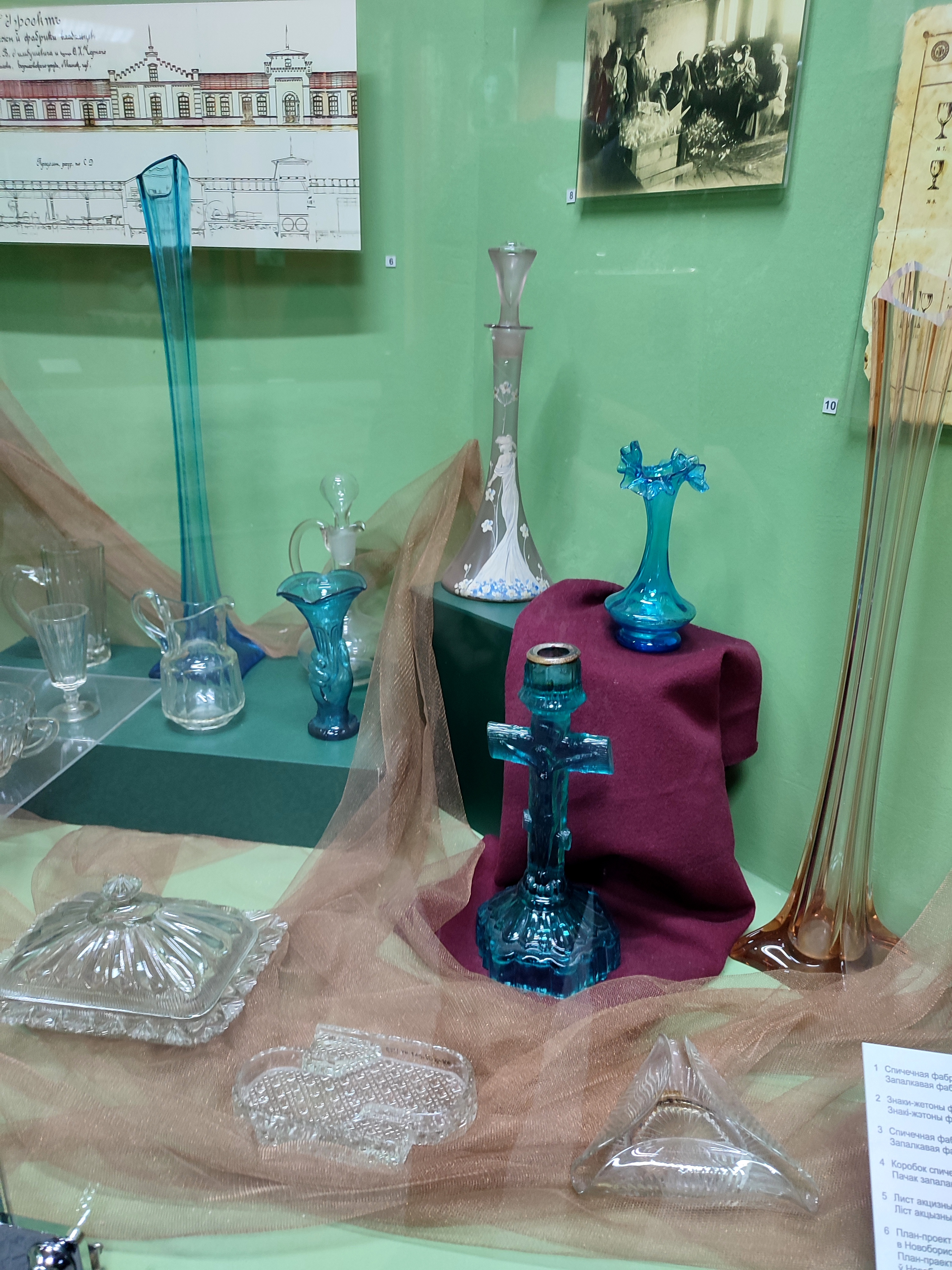
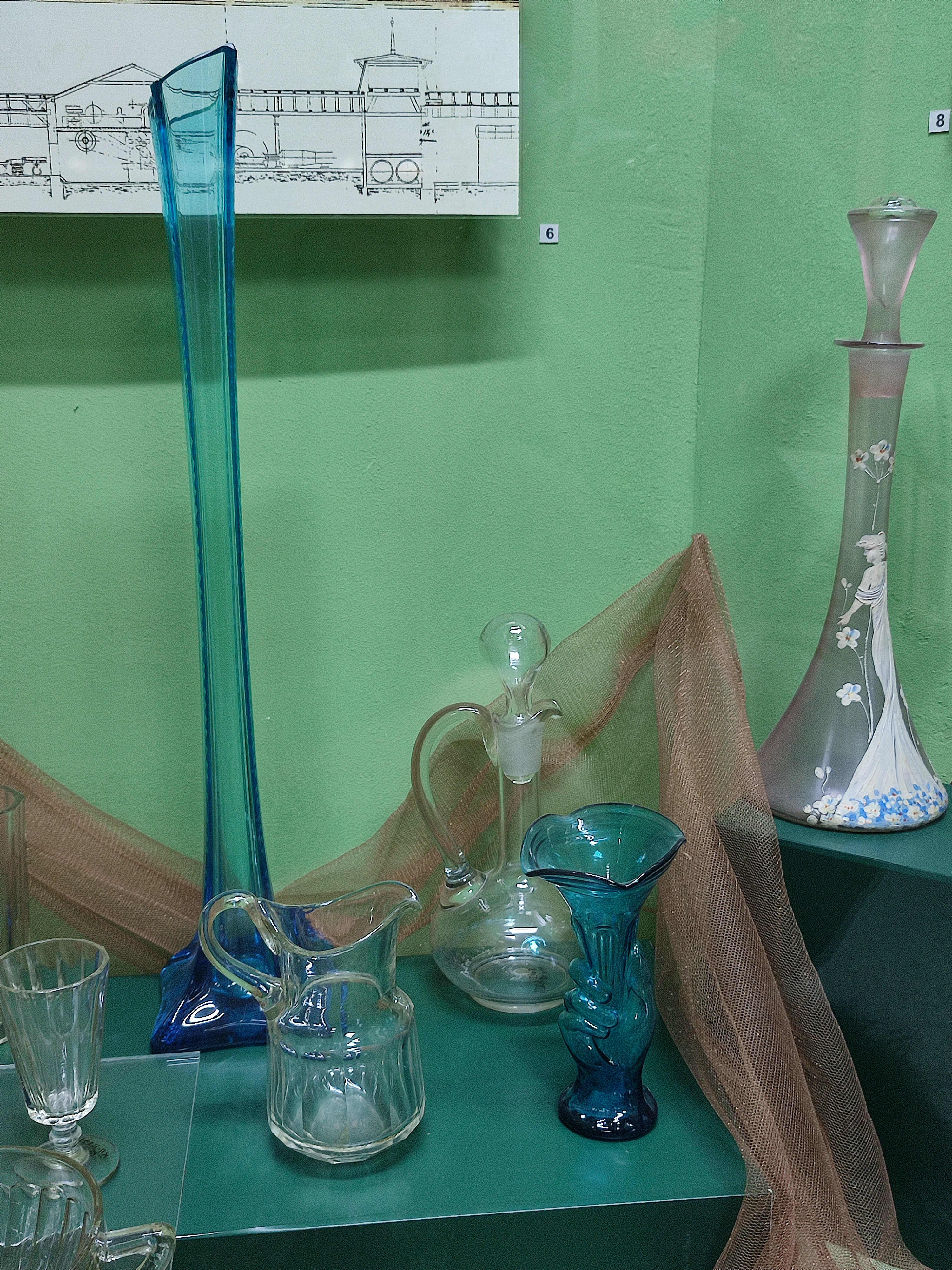
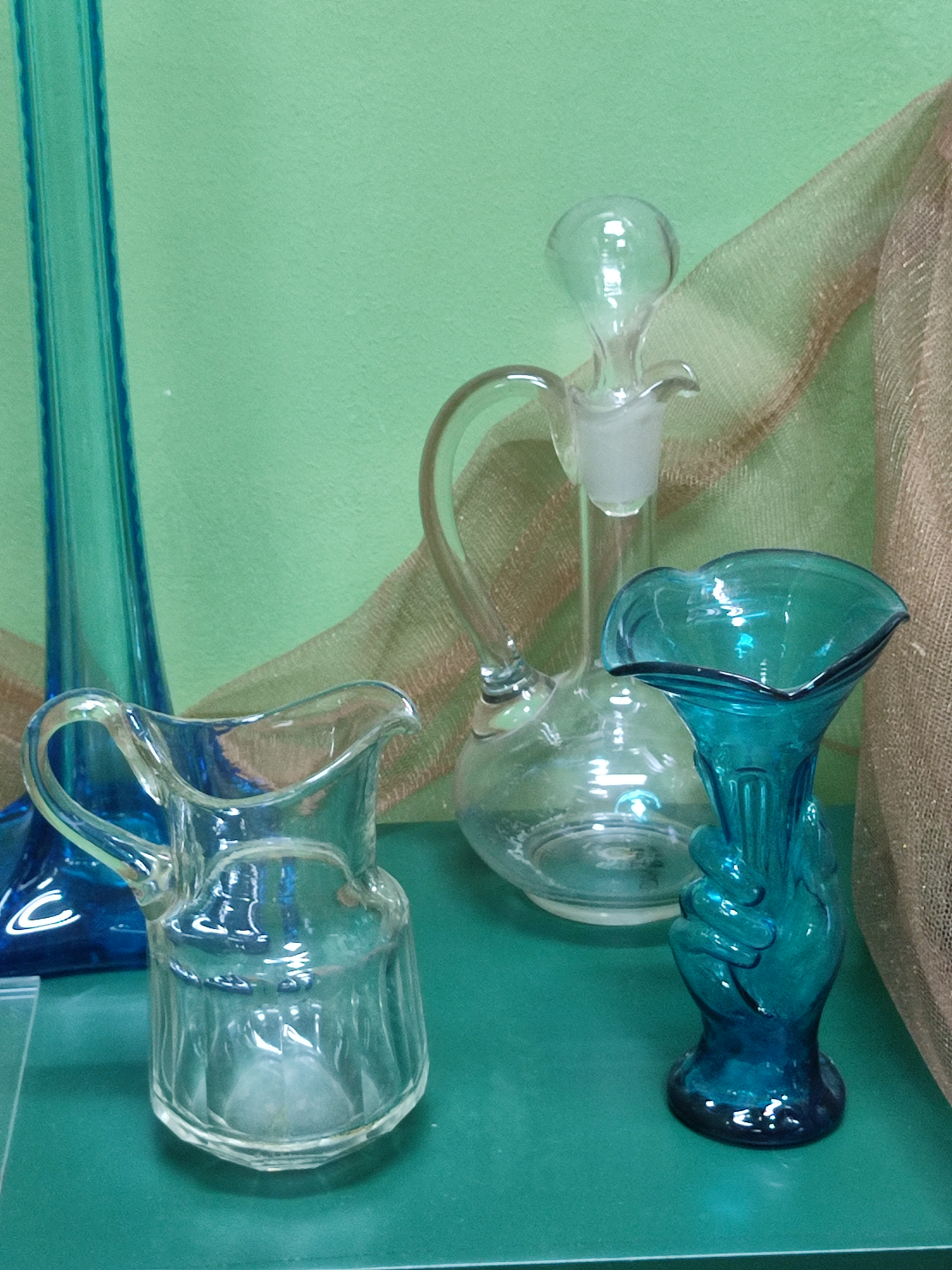
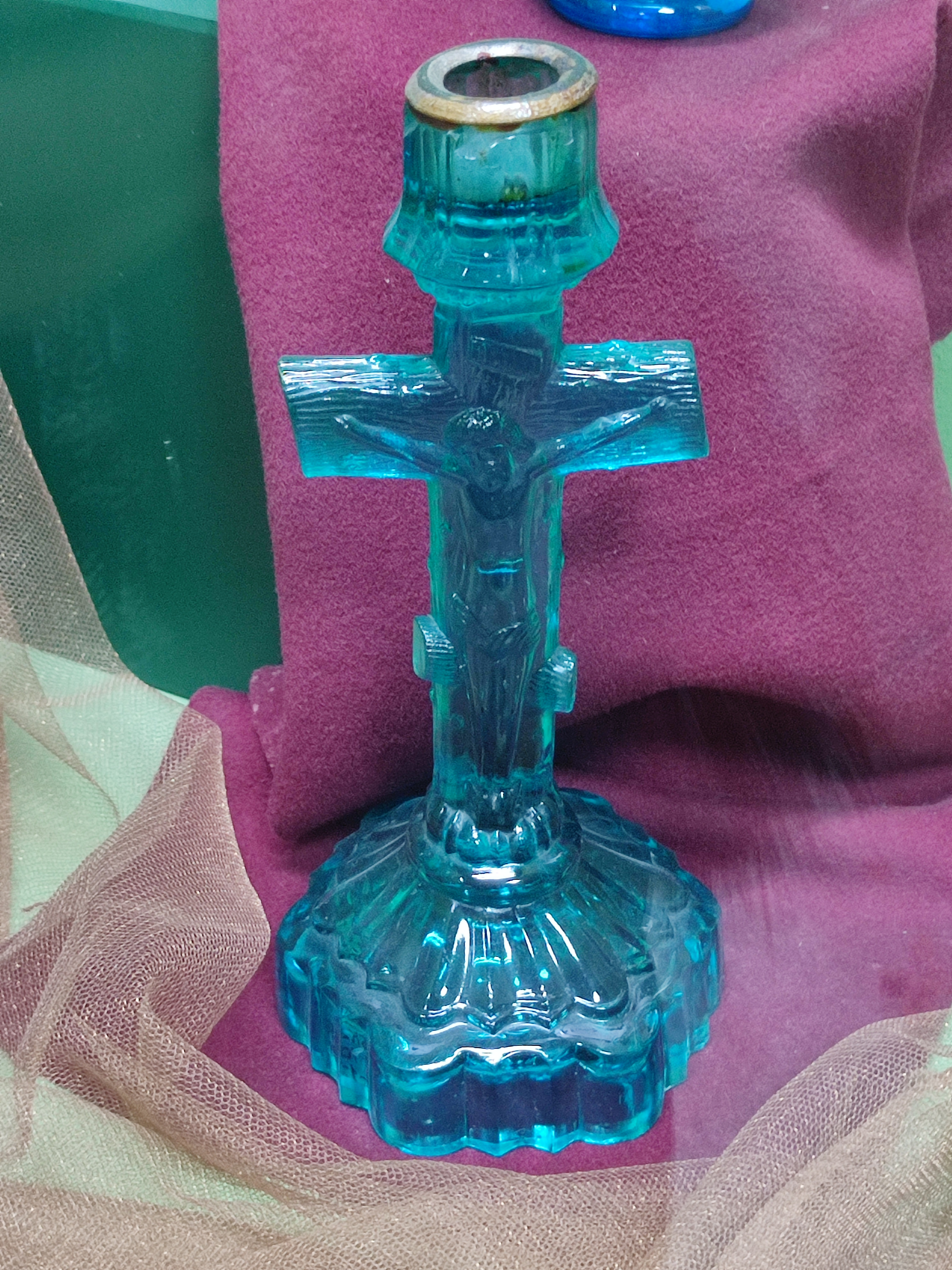
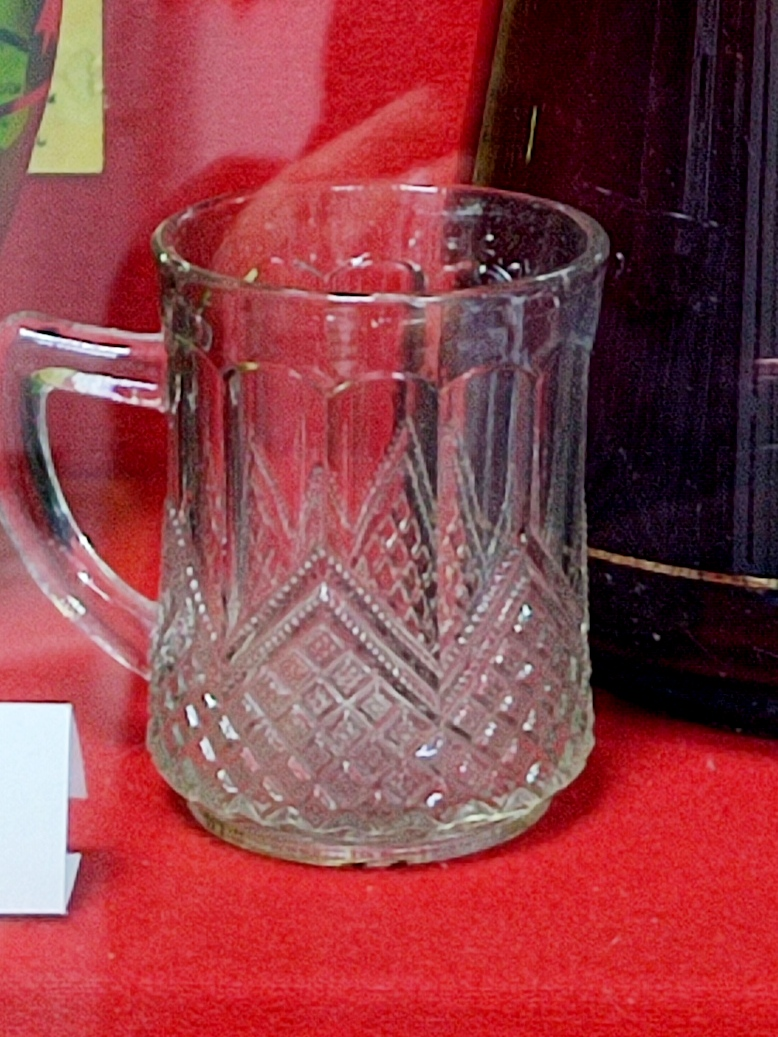

Экспозиция стеклозавода Краевских в Минском областном краеведческом музее, город Молодечно
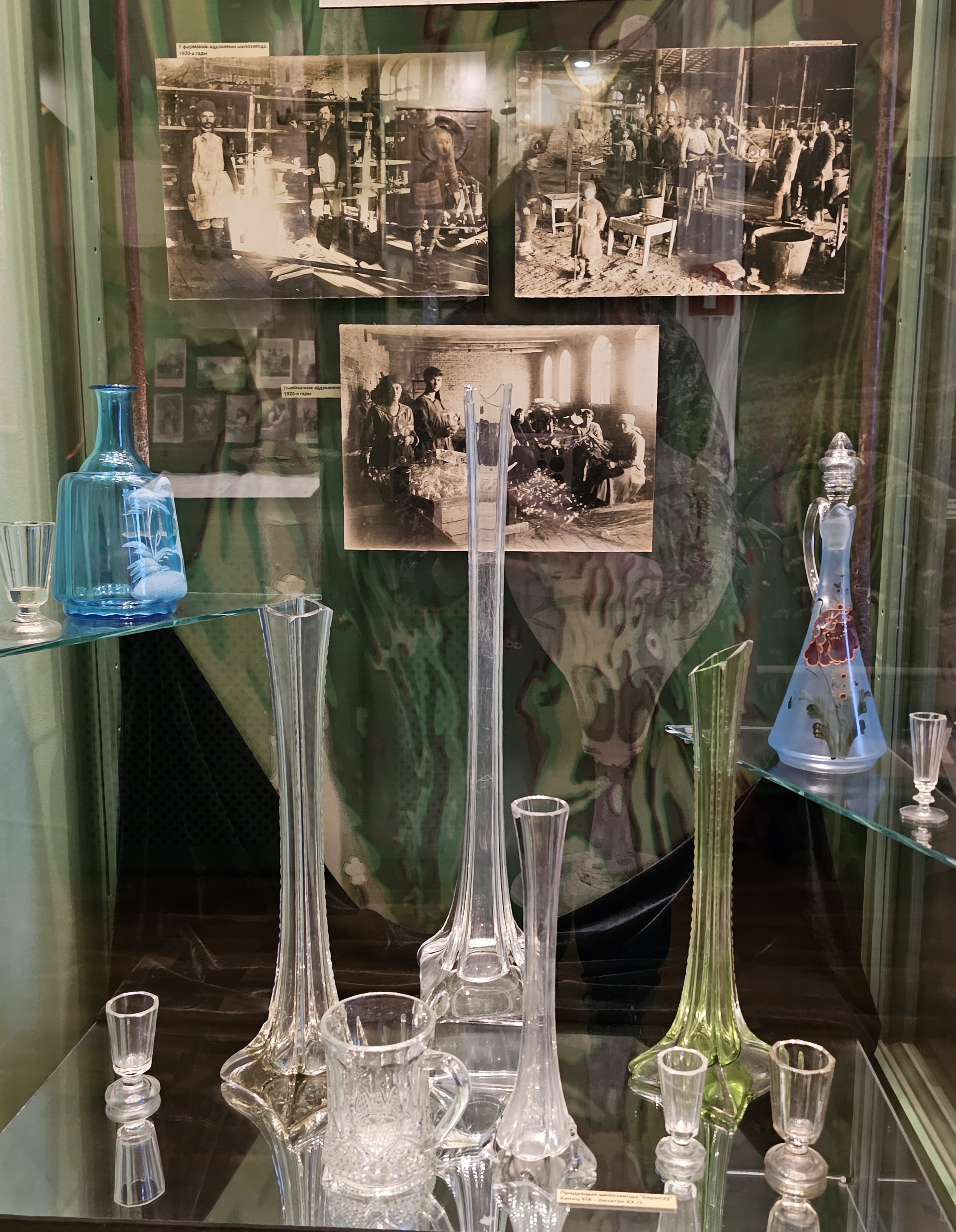
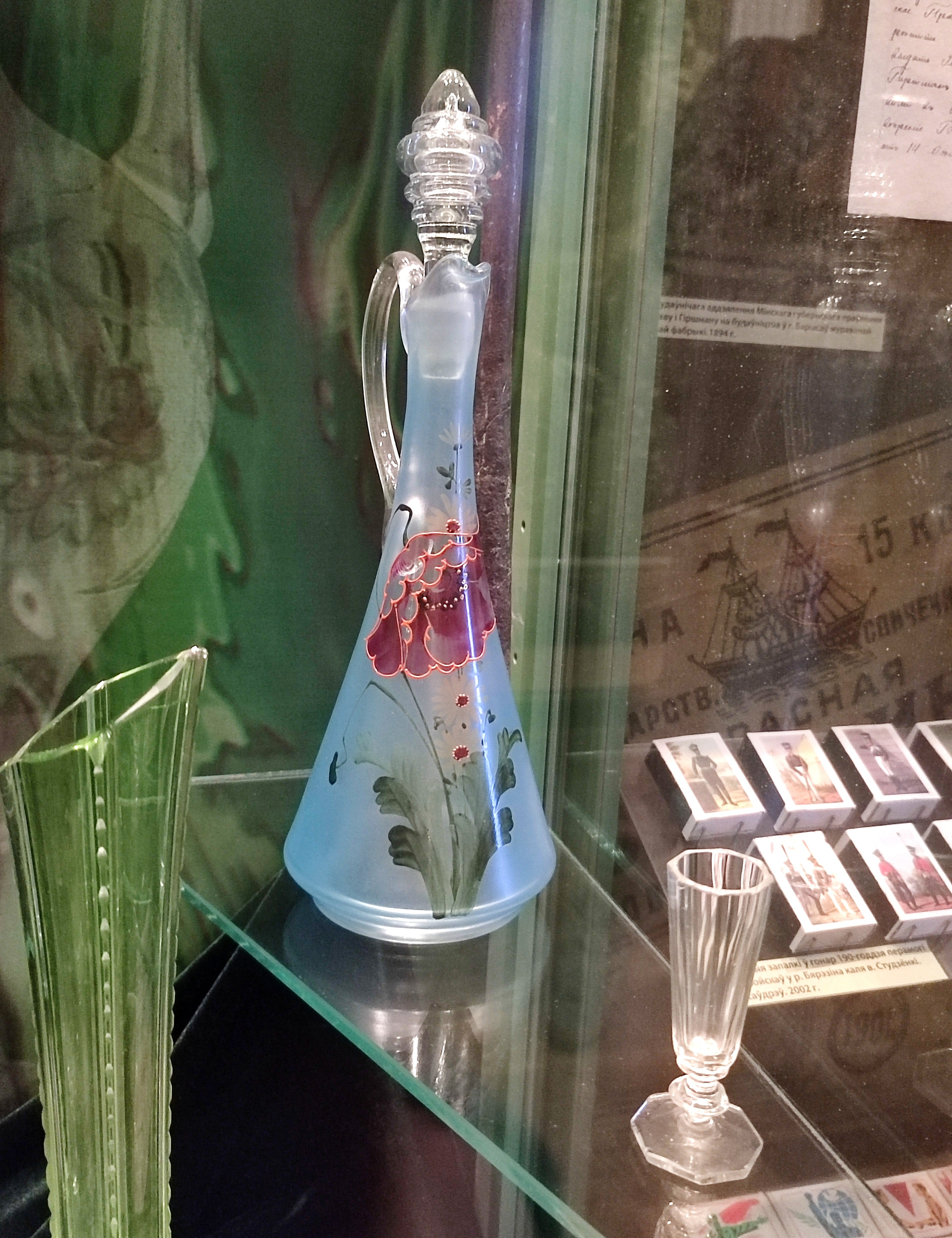
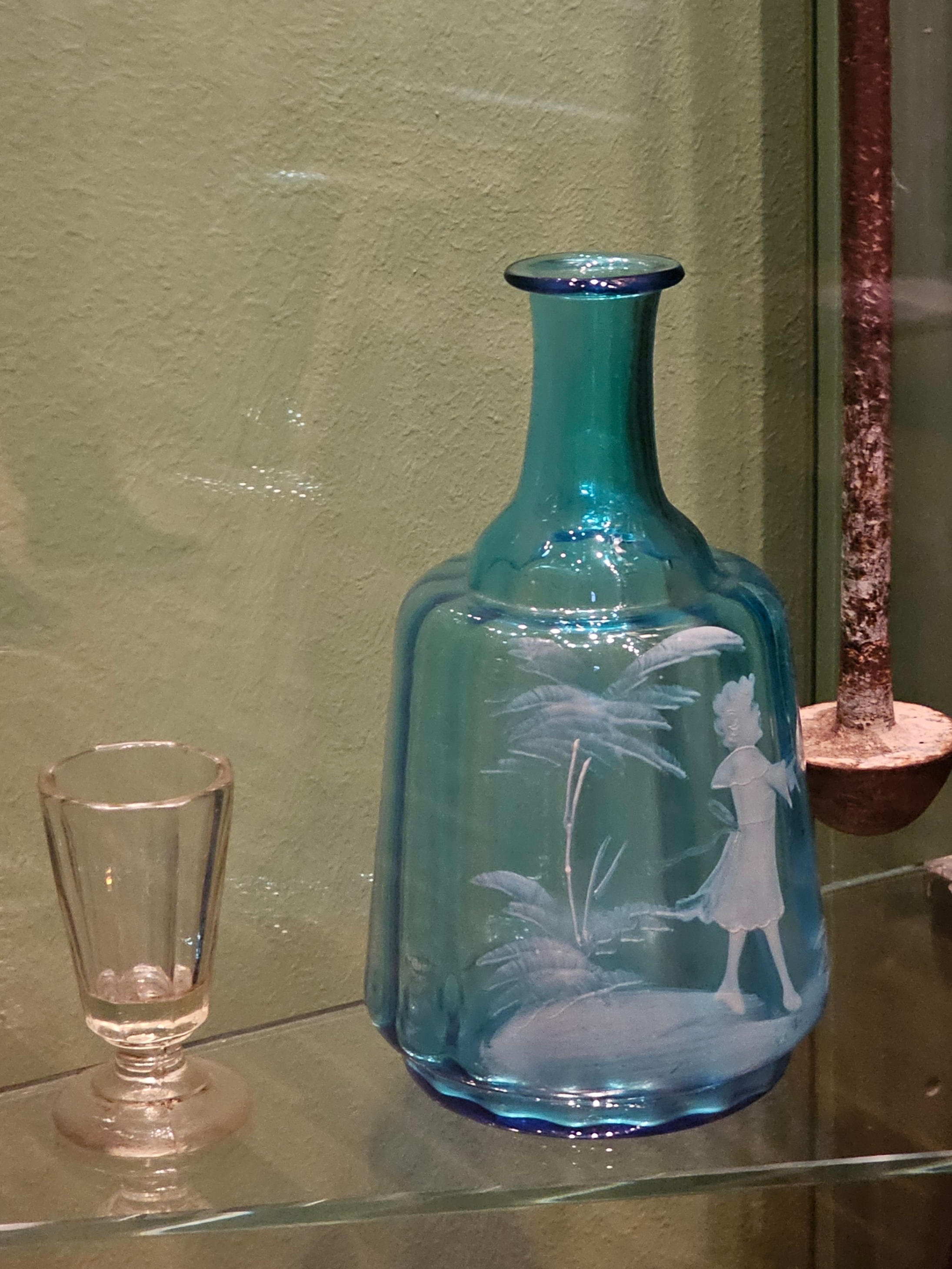
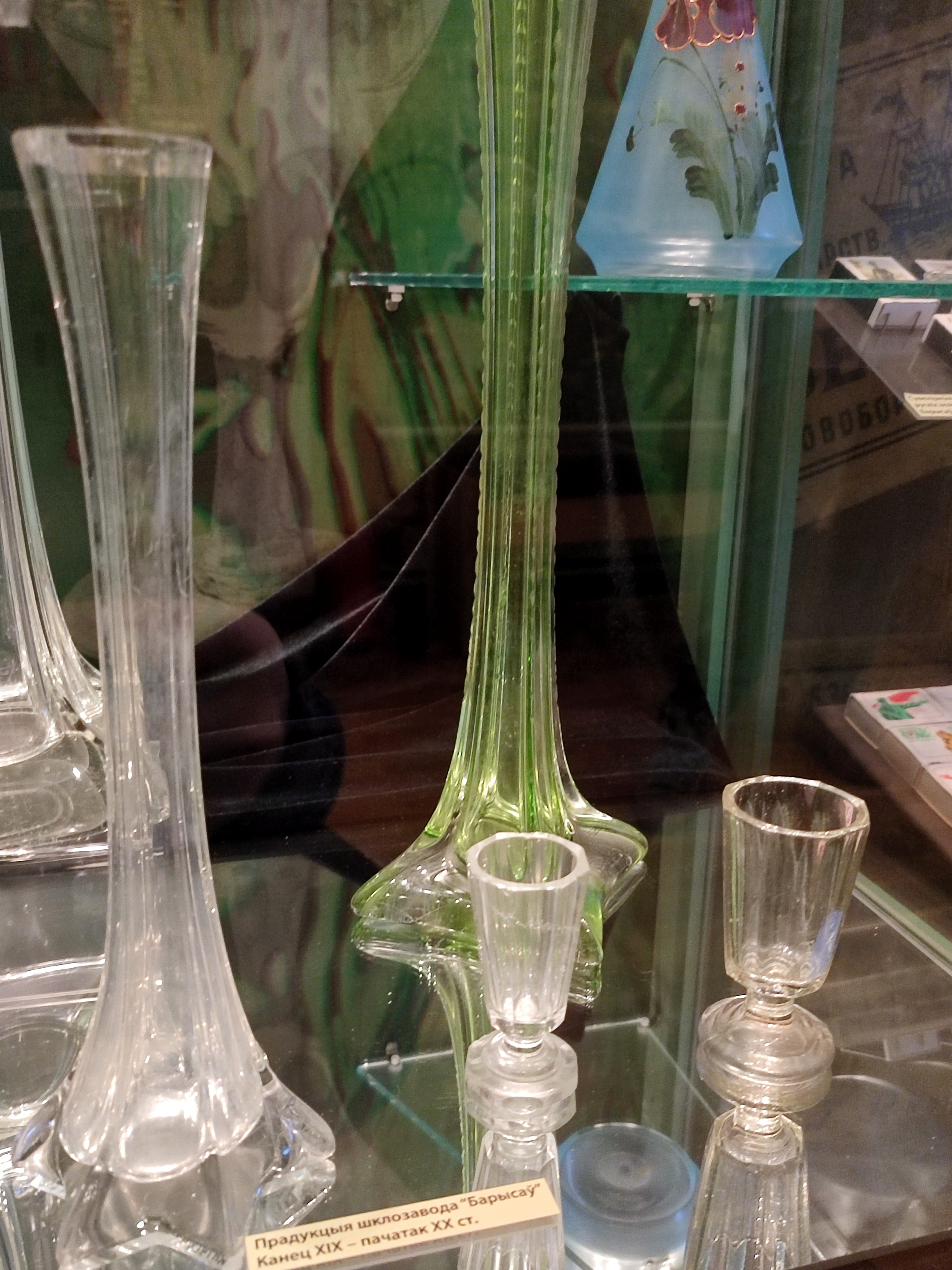
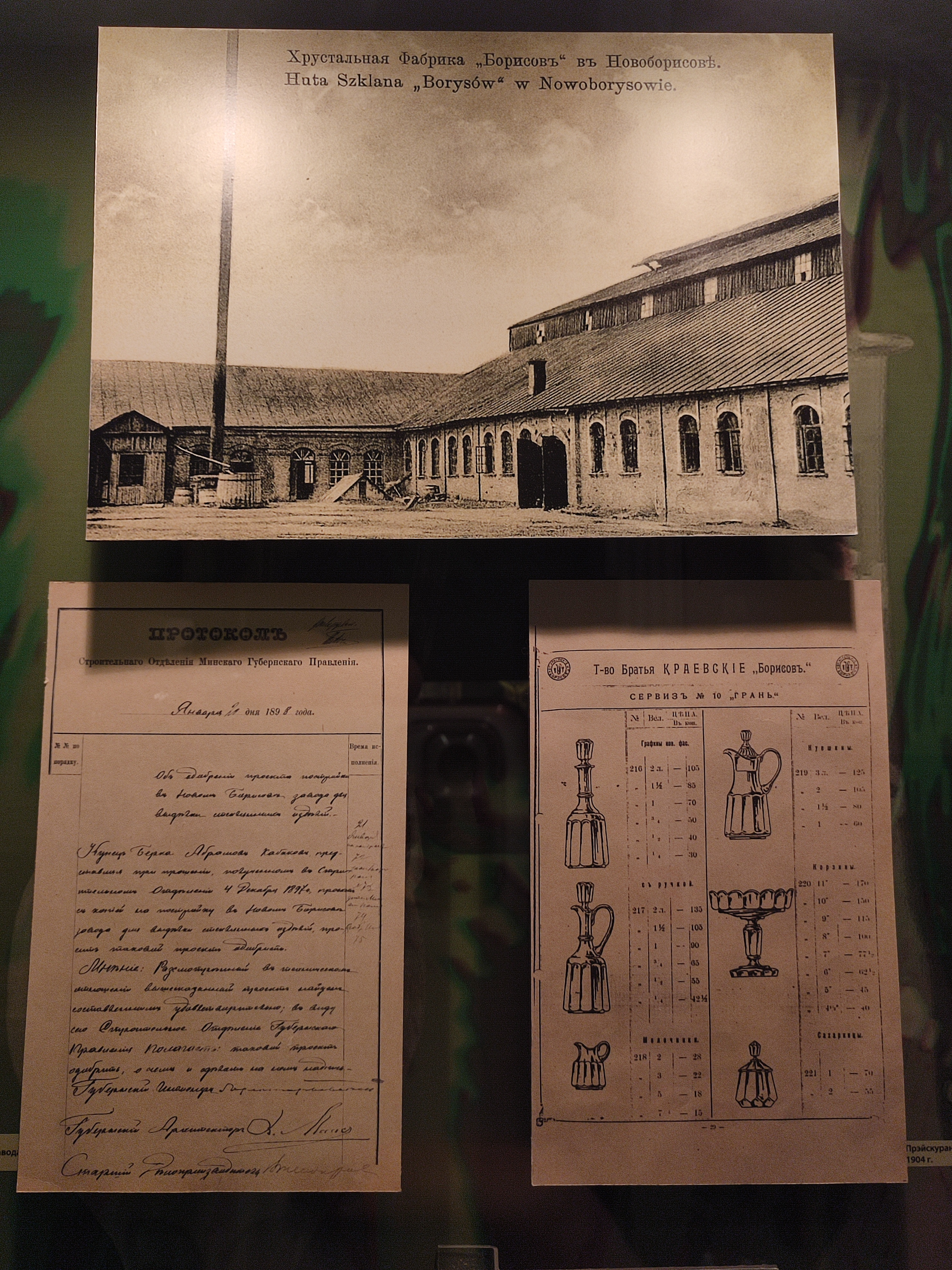
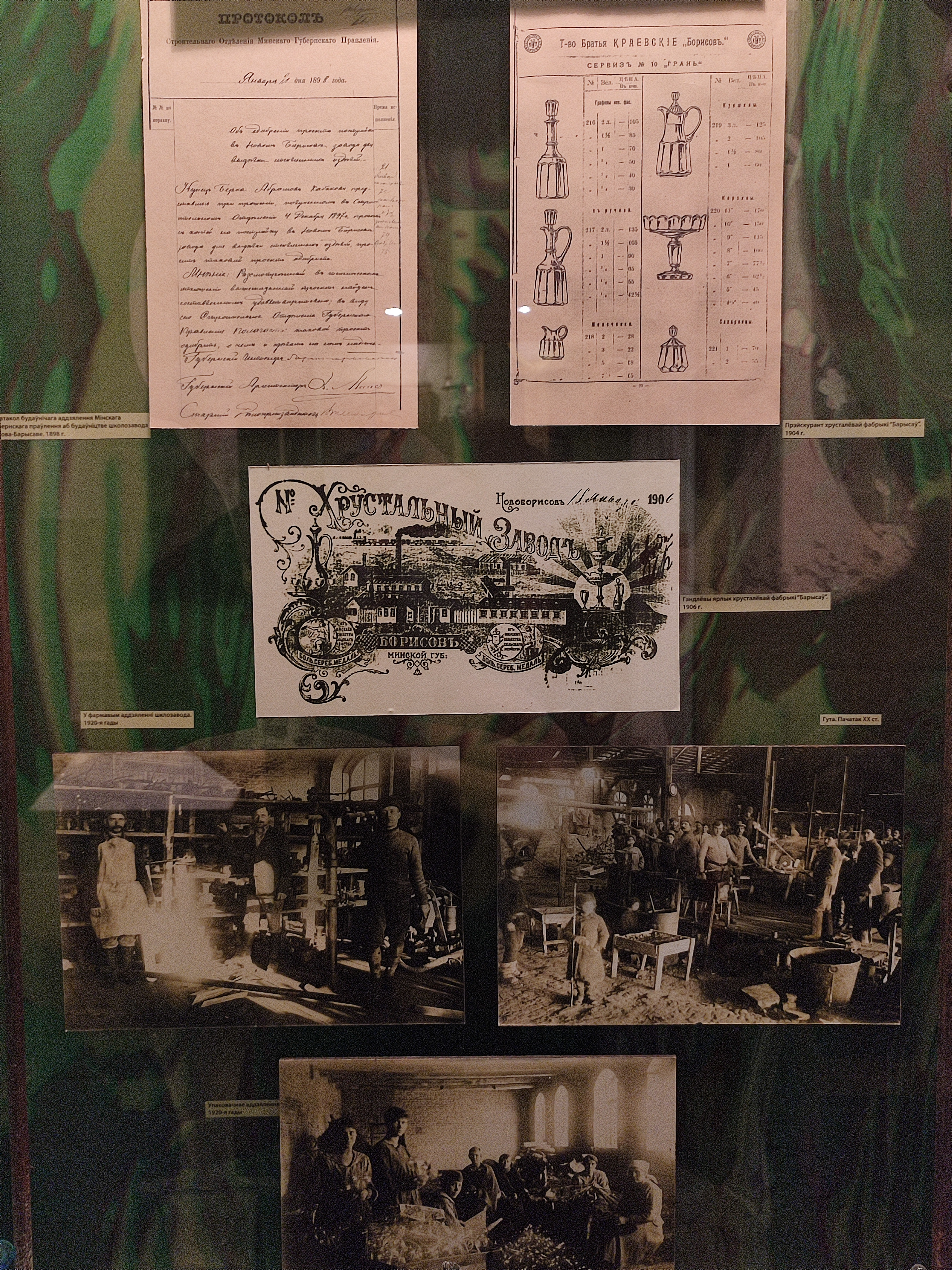